# Nikolaj Egelund

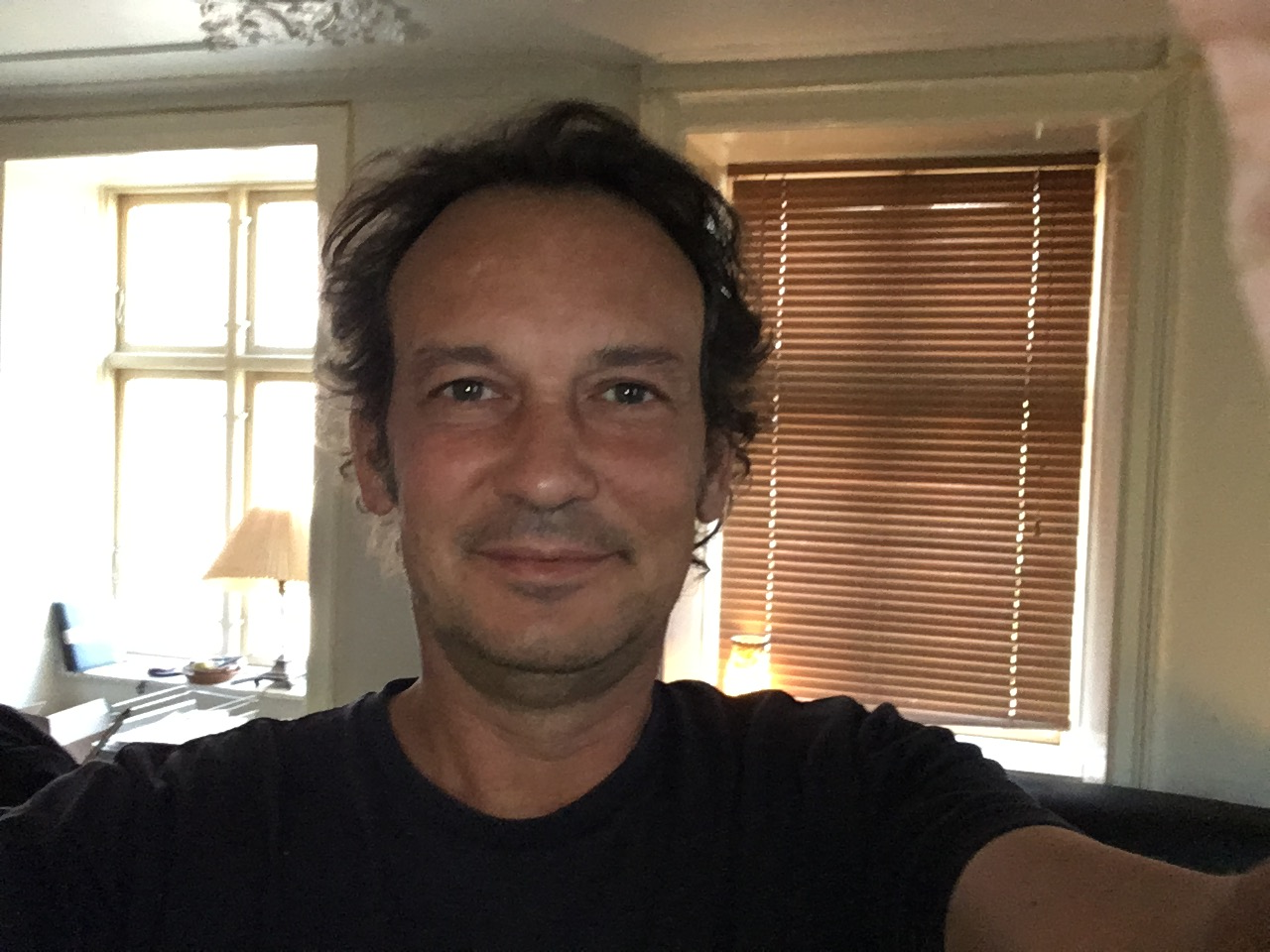
Nikolaj Egelund, 2018

Nikolaj Egelund (* 27. Juli 1968) ist ein dänischer Komponist.

## Biografie
Egelund studierte Musik in den Vereinigten Staaten. Mit dem von Thomas Vinterberg inszenierten Fernsehfilm Slaget på tasken debütierte Egelund 1993 als Filmkomponist. Mit Vinterberg verbindet ihn seitdem eine langjährige Zusammenarbeit. Für die Musik an dessen Filmen Zwei Helden und Die Jagd wurde er jeweils als Bester Komponist für den renommierten dänischen Filmpreis Robert nominiert, wobei er für ersten 1997 die Auszeichnung entgegennahm. Eine weitere Auszeichnung erhielt er 1998 für die Musik an Jonas Elmers Drama Let’s Get Lost.
Egelund war ein Jahr lang mit dem dänischen Model Malou Aamund verheiratet.

## Filmografie (Auswahl)
- 1993: Slaget på tasken
- 1996: Zwei Helden (De største helte)
- 1997: Let’s Get Lost
- 2003: It’s All About Love
- 2007: Alles außer Liebe (Uden for kærligheden)
- 2012: Die Jagd (Jagten)